# Họ Rêu than
Funariaceae là một họ rêu trong bộ Funariales. Có khoảng 300 loài trong họ này, với 200 loài trong chi Funaria và 80 thuộc Physcomitrium.
Chi Goniomitrium gần đây đã được di chuyển từ Pottiaceae vào Funariaceae.